# Ottis Stine
Ottis Eugene Stine (York, Pennsylvania, 25 november 1908 - aldaar, 5 januari 2000) was een Amerikaans autocoureur. In 1952 schreef hij zich in voor de Indianapolis 500, maar hij wist zich niet te kwalificeren. Deze race was ook onderdeel van het Formule 1-kampioenschap. Tussen 1940 en 1953 reed Stine ook 17 AAA Championship Car-races, waar zijn beste resultaat een vierde plaats was tijdens de Washington Race op de Arden Downs in 1946.